# Shinkansen-Baureihe N700
Die Shinkansen-Baureihe N700 ist ein japanischer Hochgeschwindigkeitszug, der von der JR Central, JR West und JR Kyushu auf den Tōkaidō-, San’yō-, Kyūshū- und Nishi-Kyūshū-Shinkansen eingesetzt wird.

## Betrieb
Die Züge der Baureihe N700 wurden als Ersatz für die alternden Baureihen 300 und 500 (Variante W) sowie neun Züge der Baureihe 700 (Variante C) beschafft. Ab Juli 2007 bis März 2012 übernahmen die Züge der Baureihe N700 sukzessive alle Fahrten auf den Nozomi-Verbindungen.
Außerdem wird die Baureihe N700 seit dem 15. März 2008 auch auf den Hikari-Verbindungen sowie am frühen Morgen und späten Abend auf den Kodama-Verbindungen (z. B. Kokura-Hakata sowie seit dem 14. März 2009 auch Tokio-Hamamatsu/Mishima) eingesetzt.
Seit März 2009 sind alle Züge der Baureihe N700 mit WLAN zwischen Tokio und Shin-Osaka ausgestattet.
Die Züge der Varianten S und R sind seit März 2011 als Sakura- und Mizuho-Verbindungen auf der Kyūshū-Shinkansen im Einsatz.
Die Sechswagenzüge der Baureihe N700S-8000 werden seit September 2022 auf dem neu eröffneten Nishi-Kyūshū-Shinkansen eingesetzt.

## Technik
Die Baureihe N700 erreicht eine Höchstgeschwindigkeit von 300 km/h auf der San’yō-Shinkansen-Linie. Durch die Neigetechnik mit der Steuerung des Luftdrucks in den Sekundärfedern des Drehgestells kann sich die Baureihe N700 in Kurven um bis zu ein Grad neigen. Damit können die Züge Kurven der Tokaido-Strecke (2500 m Regel-Radius) mit 270 km/h durchfahren, während andere Shinkansen-Züge diese nur mit 255 km/h befahren dürfen. Des Weiteren beschleunigt die Baureihe N700 mit 2,6 km/h/s schneller als andere Shinkansen-Züge. Damit erreicht die Baureihe N700 in nur drei Minuten die 270-km/h-Marke. Die Fahrt von Tokio nach Osaka als „Nozomi“-Züge mit vier Zwischenstopps wird in zwei Stunden und 25 Minuten bewältigt (fünf Minuten schneller als zuvor).
Die Baureihe N700 benötigt bei der Fahrt mit 270 km/h 32 % weniger elektrische Energie als die erste Shinkansen-Generation Baureihe 0 mit Tempo 220 km/h, bei einer Geschwindigkeit von 220 km/h sind es sogar 49 % weniger.
Der 16-Wagen-Zug kann bei einer normalen Bremsung mit den Nutzbremsen der vierzehn angetriebenen Wagen gestoppt werden.

## Varianten
Von der Baureihe N700 wurden bislang (Stand November 2021) 181 Garnituren bzw. 2544 Einzelwagen in unterschiedlichen Varianten und Weiterentwicklungsstufen ausgeliefert.
| Jahr | JR Central | JR West | JR Kyushu | Gesamt |
| ---- | ---------- | ------- | --------- | ------ |
| 2005 | 16         | 0       | 0         | 16     |
| 2006 | 16         | 0       | 0         | 16     |
| 2007 | 16         | 0       | 0         | 16     |
| 2008 | 272        | 128     | 0         | 400    |
| 2009 | 528        | 152     | 0         | 680    |
| 2010 | 1040       | 232     | 0         | 1272   |
| 2011 | 1040       | 328     | 80        | 1448   |
| 2012 | 1296       | 368     | 80        | 1744   |
| 2013 | 1392       | 408     | 88        | 1888   |
| 2014 | 1504       | 424     | 88        | 2016   |
| 2015 | 1600       | 424     | 88        | 2112   |
| 2016 | 1696       | 488     | 88        | 2272   |
| 2017 | 1696       | 536     | 88        | 2320   |
| 2018 | 1712       | 536     | 88        | 2336   |
| 2019 | 1712       | 536     | 88        | 2336   |
| 2020 | 1856       | 536     | 88        | 2480   |
| 2021 | 1888       | 568     | 94        | 2550   |

Die Varianten werden dabei unterschieden in
- die „Ur-Varianten“ Z (inkl. dem Vorserienfahrzeug Z0) und N,
- die „Advance“-Varianten G, F, S und R,
- die auf „Advance“-Standard umgerüsteten Varianten X und K
- sowie die „Supreme“-Varianten J, Y  und H.

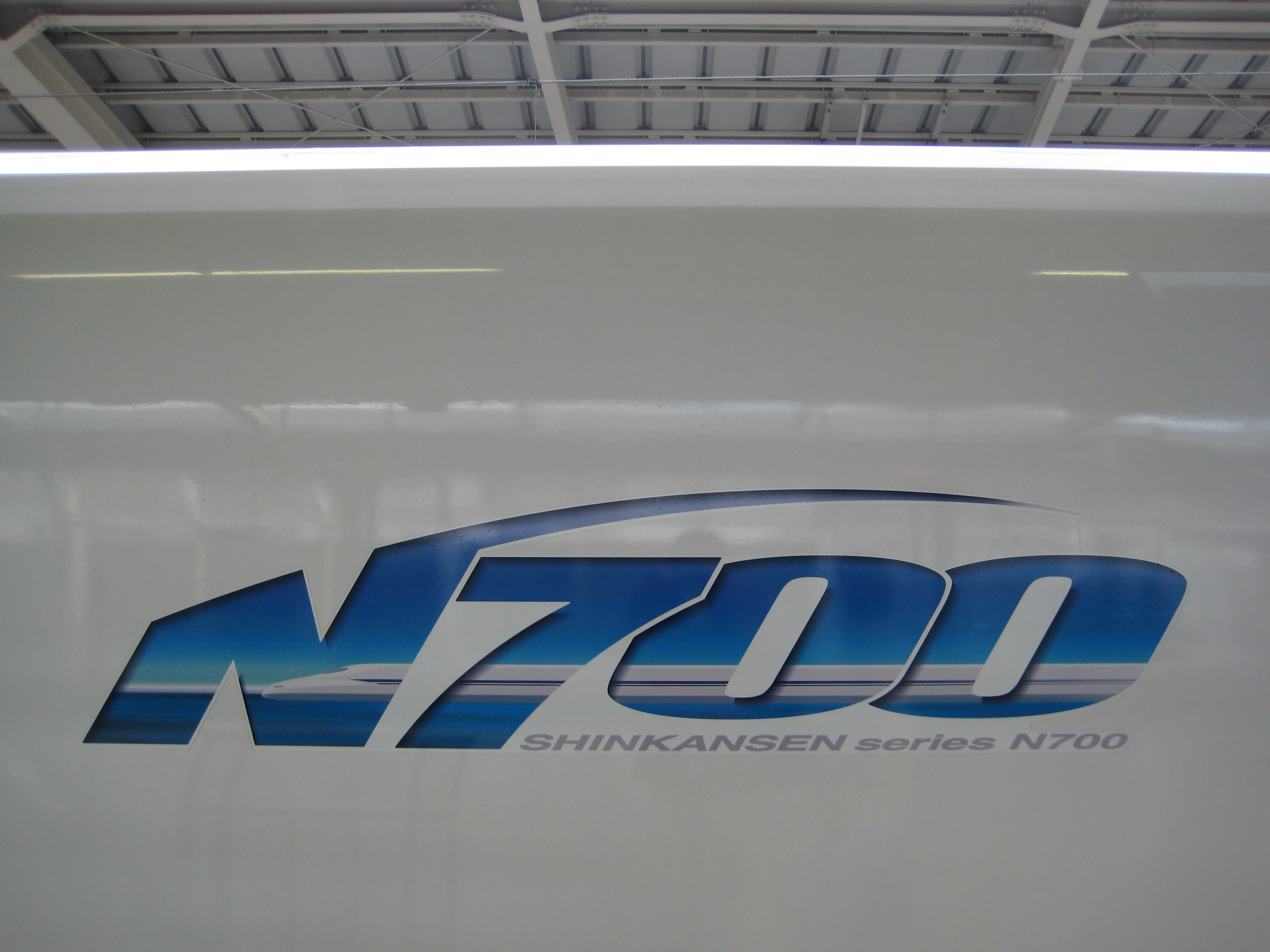
Original-Logo der Baureihe N700
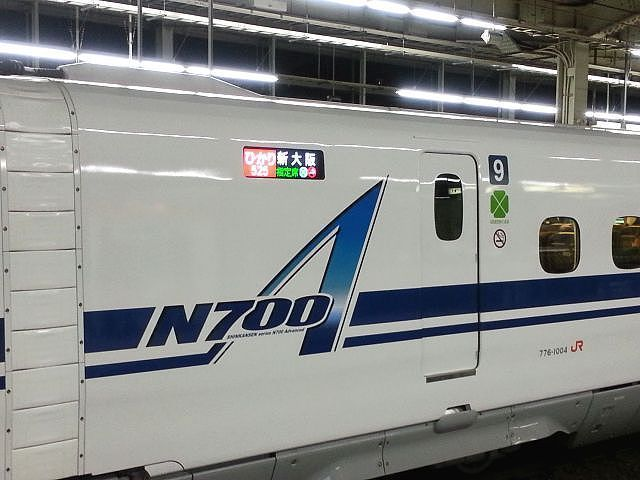
„Advance“-Logo der Baureihe N700A
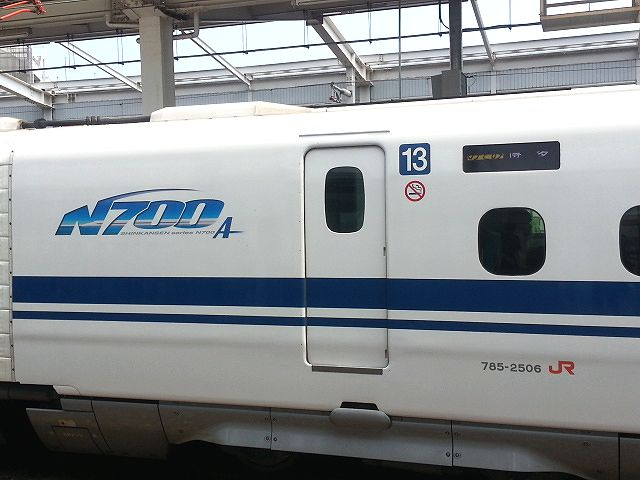
Abgewandeltes Logo der zum „Advance“-Standard umgerüsteten Garnituren
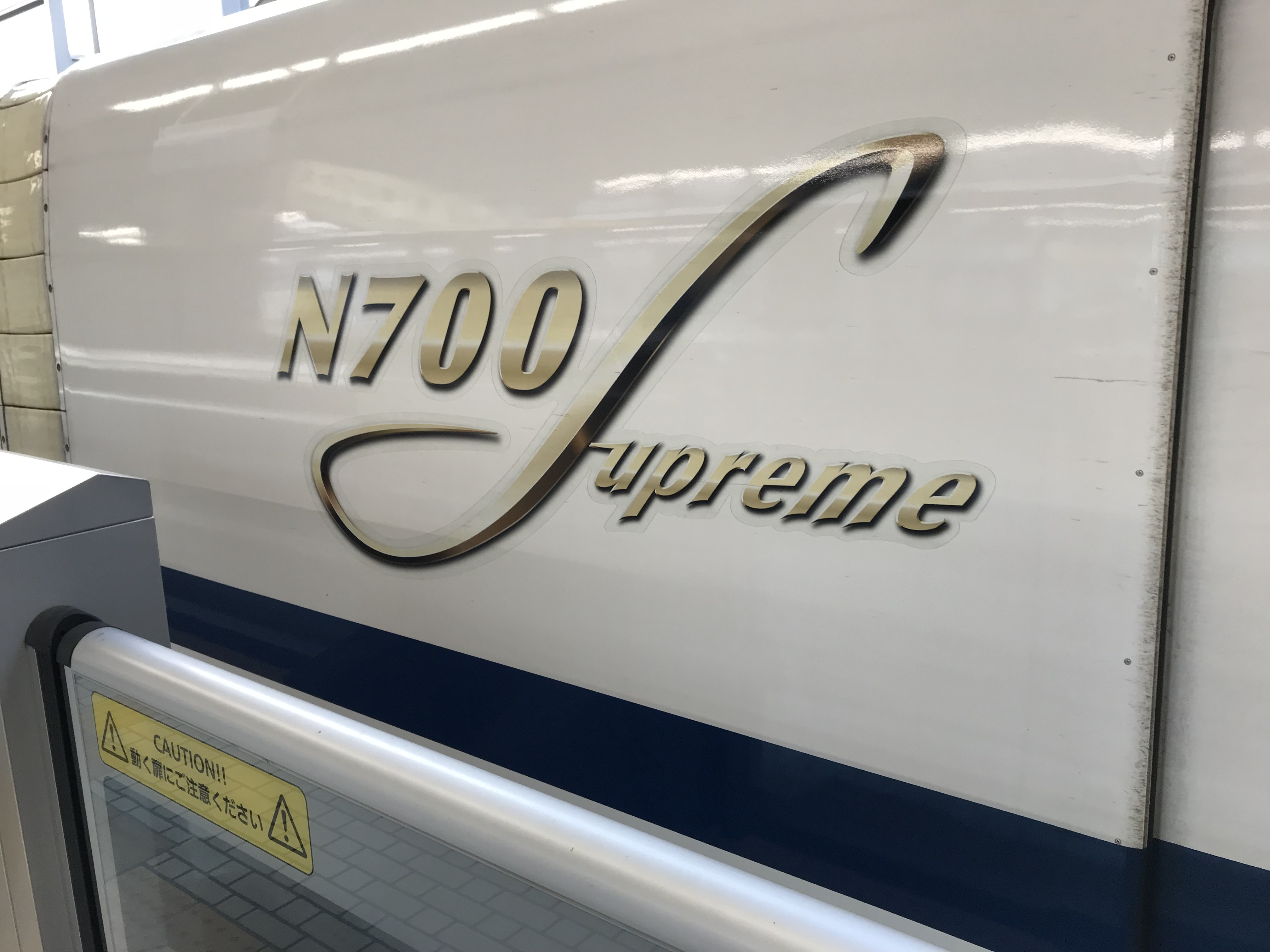
Logo der „Supreme“-Variante

### Variante N700-9000 (Vorserienzug Z0)
Der 16-teilige Vorserienzug N700-9000 wurde am 4. März 2005 für intensive Testläufe an JR Central geliefert und erhielt dort die Bezeichnung Z0. Die Wagen 1–4 wurden von Hitachi Ltd., die Wagen 5–14 von Nippon Sharyo und die Wagen 15–16 von Kawasaki Heavy Industries hergestellt. Am 16. November 2009, erreichte der Zug auf der Tōkaidō-Shinkansen zwischen Maibara und Kyōto mit 160 internationalen Gästen an Bord eine Höchstgeschwindigkeit von 332 km/h.
Der Vorserienzug Z0 ist als Testzug bei der JR Central verblieben und wird nicht kommerziell eingesetzt. Im Jahr 2014 wurde er als Garnitur X0 neu eingereiht.

### Variante Z
Nach Abschluss der Erprobung des Vorserienzuges Z0 wurde im April 2007 das erste Serienfahrzeug der Variante Z an JR Central ausgeliefert. Die Bestellung umfasste insgesamt 80 Züge, mit der letzten Auslieferung von Garnitur Z81 im Februar 2012. Zwischen 2013 und August 2015 wurden alle Züge der Variante Z auf den „Advance“-Standard der neuen Variante G umgerüstet und anschließend als Variante X neu nummeriert.

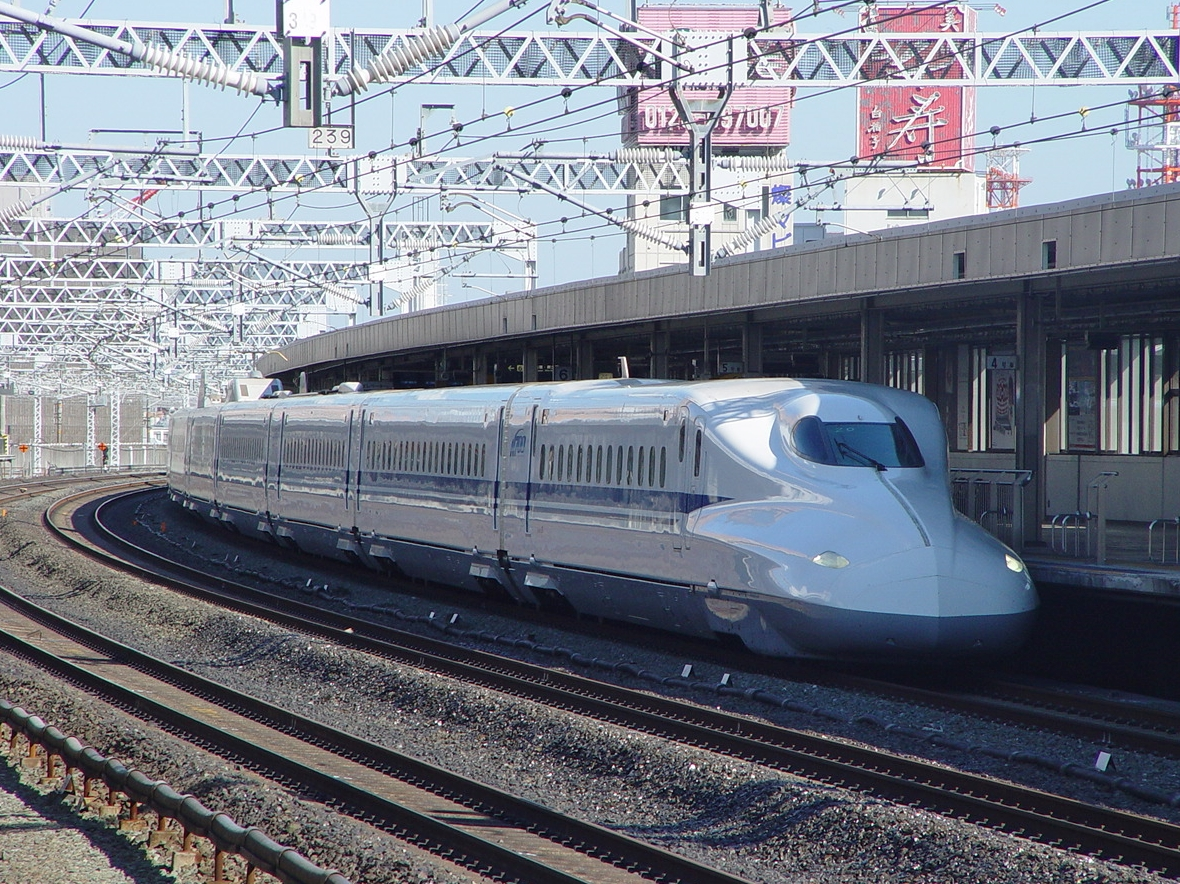
Baureihe N700 Prototyp Z0 auf einer Testfahrt bei Hamamatsu, Januar 2006
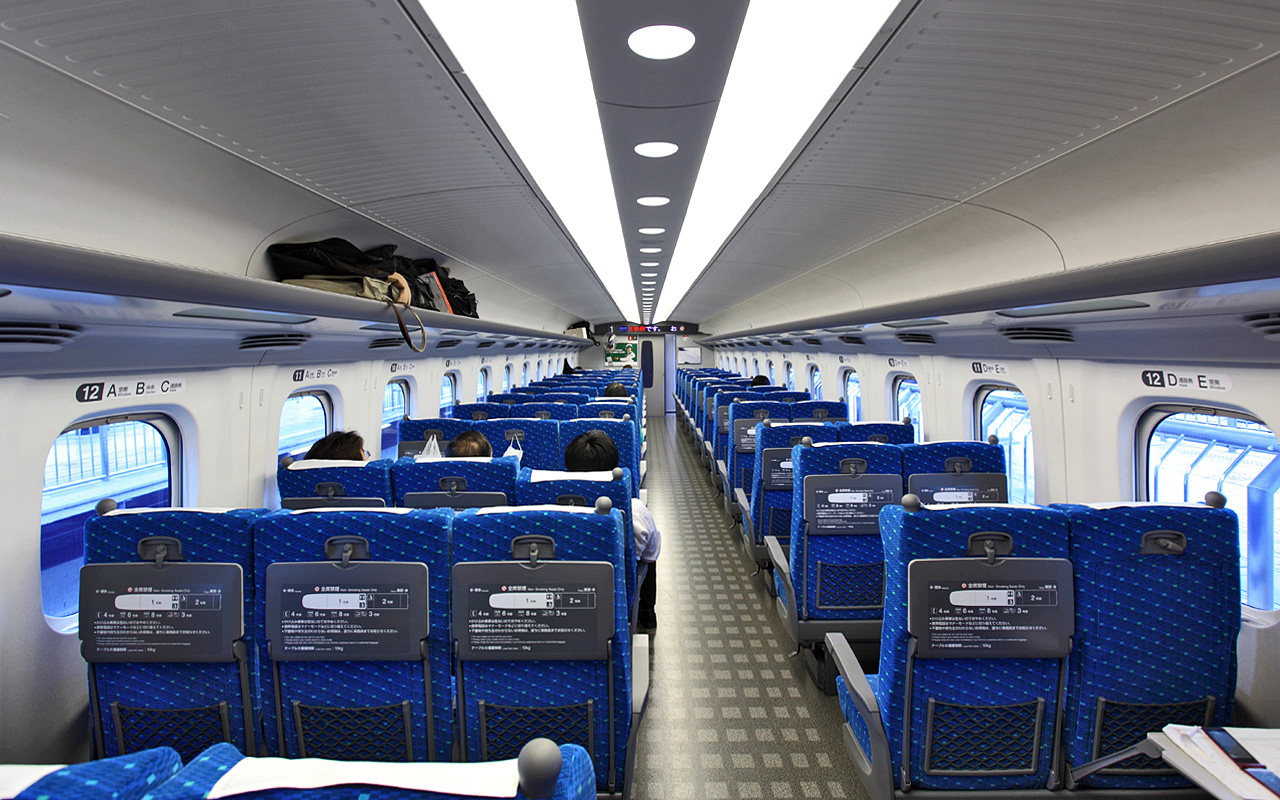
Variante Z mit 2.-Klasse-Innenausstattung
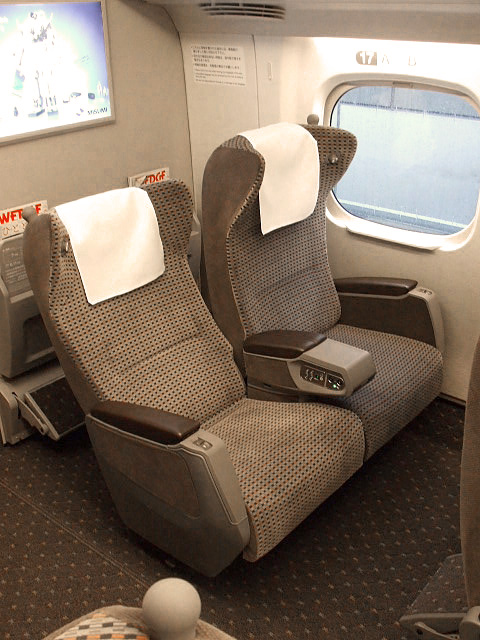
Variante Z Green Class Salon

Wagenfolge der Variante Z
| Wagennr.      | 1   | 2   | 3       | 4   | 5       | 6   | 7       | 8   | 9   | 10  | 11      | 12      | 13      | 14      | 15      | 16  |
| ------------- | --- | --- | ------- | --- | ------- | --- | ------- | --- | --- | --- | ------- | ------- | ------- | ------- | ------- | --- |
| Bezeichnung   | Tc  | M2  | M'w     | M1  | M1w     | M'  | M2k     | M1s | M's | M2s | M'h     | M1      | M1w     | M'      | M2w     | T'c |
| Nummerierung  | 783 | 787 | 786-500 | 785 | 785-300 | 786 | 787-400 | 775 | 776 | 777 | 786-700 | 785-600 | 785-500 | 786-200 | 787-500 | 784 |
| Sitzkapazität | 65  | 100 | 85      | 100 | 90      | 100 | 75      | 68  | 64  | 68  | 63      | 100     | 90      | 100     | 80      | 75  |

### Variante G (N700-1000 „N700A“)

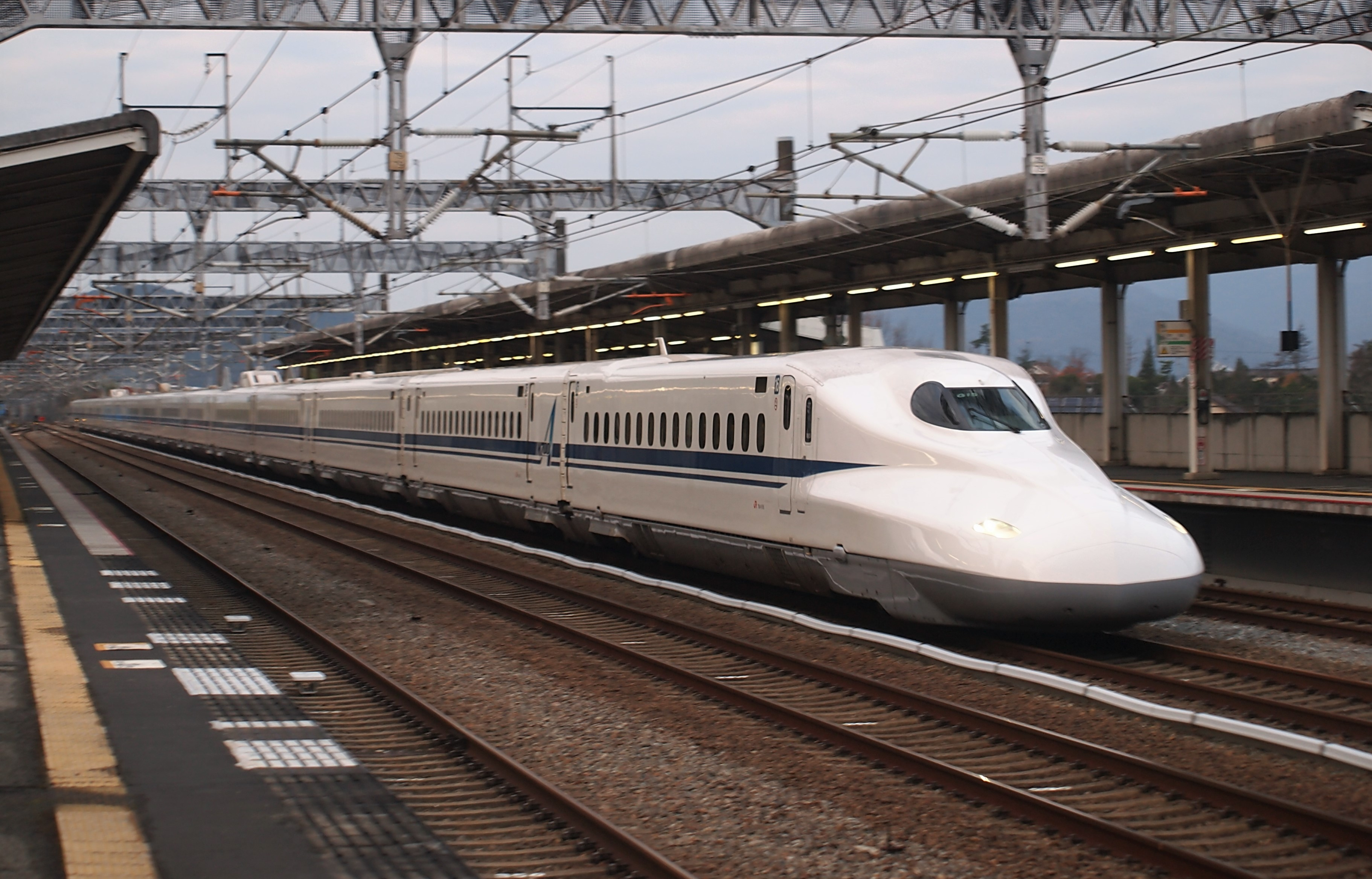
Garnitur G15 im Jahr 2015

Am 30. Mai 2011 kündigte JR Central an, dass 15 Züge der Baureihe N700A (A für Advance) beschafft werden, um bis Frühjahr 2014 die ältesten Fahrzeuge der Baureihe 700 zu ersetzen. Die als Variante G bezeichneten Fahrzeuge verfügen über verbesserte Scheibenbremsen, ein überarbeitetes Zugsicherungssystem sowie ein Detektionssystem für Schwingungen in den Drehgestellen. Der Innenraum wurde im Vergleich zu älteren Varianten der Baureihe N700 nicht neu gestaltet. Insgesamt wurden 25 Garnituren der Variante G produziert, die zwischen 2012 und 2016 ausgeliefert wurden.
Flotte
| Garnitur | Hersteller    | Auslieferung       |
| -------- | ------------- | ------------------ |
| G1       | Nippon Sharyō | 25. August 2012    |
| G2       | Hitachi       | 7. November 2012   |
| G3       | Nippon Sharyō | 16. November 2012  |
| G4       | Nippon Sharyō | 22. Januar 2013    |
| G5       | Hitachi       | 30. Januar 2013    |
| G6       | Nippon Sharyō | 22. Februar 2013   |
| G7       | Hitachi       | 17. April 2013     |
| G8       | Nippon Sharyō | 11. Juli 2013      |
| G9       | Nippon Sharyō | 20. September 2013 |
| G10      | Nippon Sharyō | 29. Oktober 2013   |
| G11      | Nippon Sharyō | 11. Dezember 2013  |
| G12      | Nippon Sharyō | 21. Januar 2014    |
| G14      | Nippon Sharyō | 4. Juli 2014       |
| G15      | Hitachi       | 31. Juli 2014      |
| G16      | Nippon Sharyō | 22. August 2014    |
| G17      | Nippon Sharyō | 21. Oktober 2014   |
| G18      | Hitachi       | 3. Dezember 2014   |
| G19      | Nippon Sharyō | 17. Februar 2015   |
| G20      | Nippon Sharyō | 14. April 2015     |
| G21      | Hitachi       | 11. Juni 2015      |
| G22      | Nippon Sharyō | 28. August 2015    |
| G23      | Nippon Sharyō | 20. Oktober 2015   |
| G24      | Hitachi       | 16. Dezember 2015  |
| G25      | Nippon Sharyō | 16. Februar 2016   |

### Variante X (N700-2000 „N700A“)

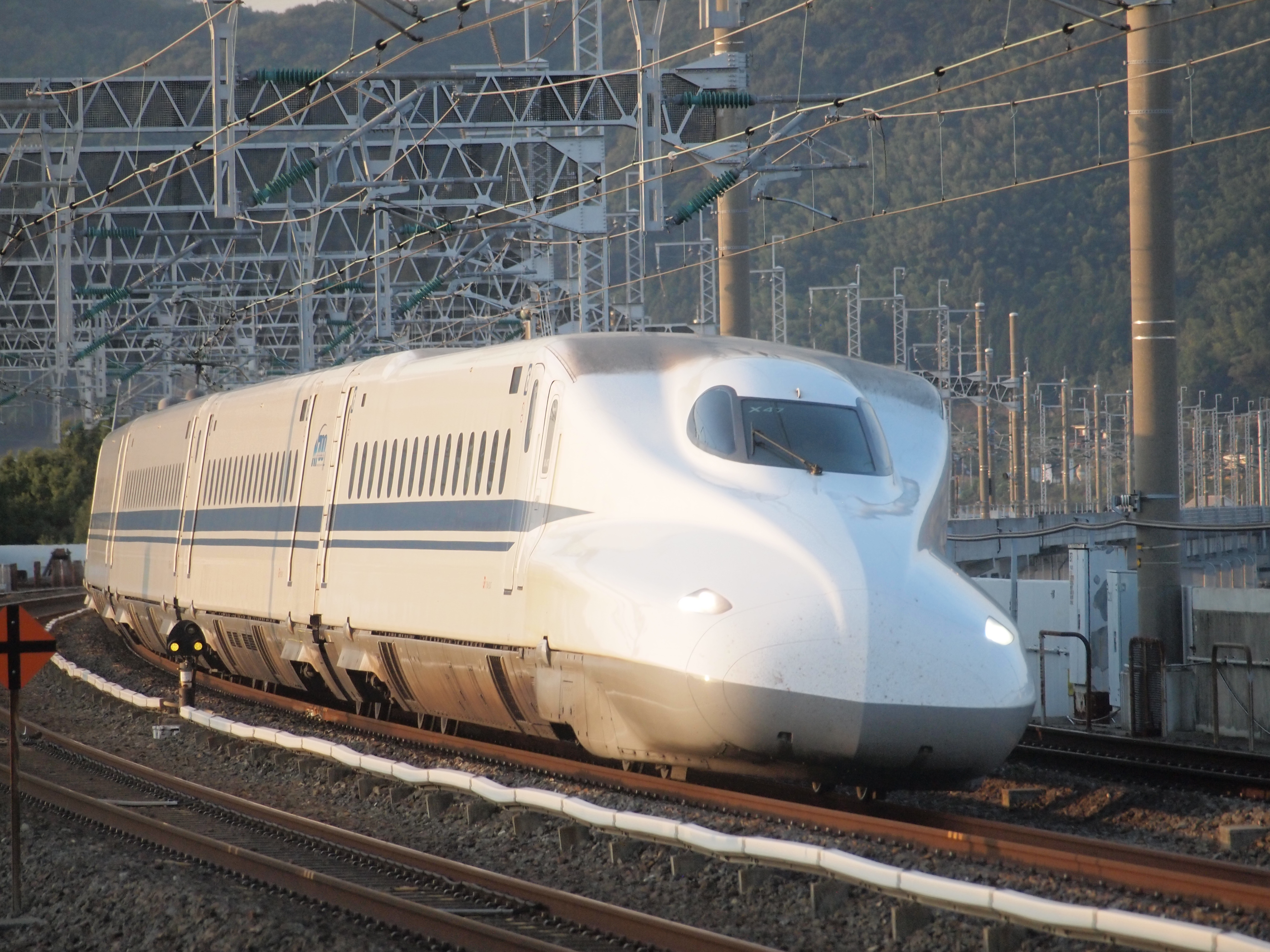
Garnitur X47 im Oktober 2015

Bei der Variante X handelt es sich um auf den „Advance“-Standard der Variante G umgerüstete Züge der Variante Z. Die Umrüstung erfolgte zwischen 2013 und August 2015.
Flotte
| Garnitur | Hersteller                        | Auslieferung als Variante Z | Umrüstung zu N700-2000 | Anmerkungen       |
| -------- | --------------------------------- | --------------------------- | ---------------------- | ----------------- |
| X0       | Hitachi/Kawasaki HI/Nippon Sharyo | 13. März 2005               | 12. Mai 2014           | Vorserienfahrzeug |
| X1       | Nippon Sharyo                     | 17. April 2007              | 18. Mai 2015           |                   |
| X2       | Hitachi                           | 9. Mai 2007                 | 9. Juni 2015           |                   |
| X3       | Nippon Sharyo                     | 21. Mai 2007                | 15i Juni 2015          |                   |
| X4       | Hitachi                           | 16. Juni 2007               | 5. August 2015         |                   |
| X5       | Nippon Sharyo                     | 23. Juni 2007               | 7. Juli 2015           |                   |
| X6       | Hitachi                           | 5. September 2007           | 16. Juli 2013          |                   |
| X7       | Nippon Sharyo                     | 12. September 2007          | 12. August 2013        |                   |
| X8       | Hitachi                           | 31. Oktober 2007            | 28. August 2013        |                   |
| X9       | Nippon Sharyo                     | 22. Oktober 2007            | 21. Oktober 2013       |                   |
| X10      | Hitachi                           | 6. Dezember 2007            | 25. Oktober 2013       |                   |
| X11      | Nippon Sharyo                     | 29. November 2007           | 11. Dezember 2013      |                   |
| X12      | Kawasaki HI                       | 9. Januar 2008              | 21. Januar 2014        |                   |
| X13      | Nippon Sharyo                     | 16. Januar 2008             | 31. Januar 2014        |                   |
| X14      | Hitachi                           | 6. Februar 2008             | 27. Februar 2014       |                   |
| X15      | Nippon Sharyo                     | 21. Februar 2008            | 16. Mai 2014           |                   |
| X16      | Hitachi                           | 5. März 2008                | 22. Mai 2014           |                   |
| X17      | Nippon Sharyo                     | 8. Mai 2008                 | 3. Juni 2014           |                   |
| X18      | Hitachi                           | 15. Mai 2008                | 19. Juni 2014          |                   |
| X19      | Nippon Sharyo                     | 12. Juni 2008               | 1. Juli 2014           |                   |
| X20      | Hitachi                           | 2. Juli 2008                | 7. Juli 2014           |                   |
| X21      | Nippon Sharyo                     | 17. Juli 2008               | 24. Juli 2014          |                   |
| X22      | Hitachi                           | 6. August 2008              | 7. August 2014         |                   |
| X23      | Nippon Sharyo                     | 27. August 2008             | 8. September 2014      |                   |
| X24      | Hitachi                           | 17. September 2008          | 12. September 2014     |                   |
| X25      | Nippon Sharyo                     | 3. Oktober 2008             | 21. Oktober 2014       |                   |
| X26      | Kawasaki HI                       | 16. November 2008           | 29. November 2014      |                   |
| X27      | Nippon Sharyo                     | 9. November 2008            | 27. Oktober 2014       |                   |
| X28      | Hitachi                           | 21. Dezember 2008           | 4. Dezember 2014       |                   |
| X29      | Nippon Sharyo                     | 14. Dezember 2008           | 28. Januar 2015        |                   |
| X30      | Kawasaki HI                       | 11. Februar 2009            | 22. Dezember 2014      |                   |
| X31      | Nippon Sharyo                     | 24. Januar 2009             | 16. Dezember 2014      |                   |
| X32      | Nippon Sharyo                     | 1. März 2009                | 9. Februar 2015        |                   |
| X33      | Hitachi                           | 15. April 2009              | 22. Mai 2015           |                   |
| X34      | Nippon Sharyo                     | 3. April 2009               | 3. Februar 2015        |                   |
| X35      | Nippon Sharyo                     | 13. Mai 2009                | 3. Juni 2015           |                   |
| X36      | Kawasaki HI                       | 26. August 2009             | 22. Juli 2013          |                   |
| X37      | Nippon Sharyo                     | 18. Juni 2009               | 19. Juni 2015          |                   |
| X38      | Nippon Sharyo                     | 24. Juli 2009               | 9. Juli 2013           |                   |
| X39      | Nippon Sharyo                     | 3. September 2009           | 27. Juli 2013          |                   |
| X40      | Hitachi                           | 8. Juli 2009                | 19. Juni 2013          |                   |
| X41      | Nippon Sharyo                     | 11. Oktober 2009            | 27. September 2013     |                   |
| X42      | Nippon Sharyo                     | 14. November 2009           | 13. November 2013      |                   |
| X43      | Hitachi                           | 1. Dezember 2009            | 21. Dezember 2013      |                   |
| X44      | Nippon Sharyo                     | 17. Dezember 2009           | 27. Januar 2014        |                   |
| X45      | Hitachi                           | 1. Januar 2010              | 5. März 2014           |                   |
| X46      | Nippon Sharyo                     | 27. Januar 2010             | 15. März 2014          |                   |
| X47      | Hitachi                           | 17. Februar 2010            | 20. März 2014          |                   |
| X48      | Nippon Sharyo                     | 1. März 2010                | 9. April 2014          |                   |
| X49      | Nippon Sharyo                     | 2. April 2010               | 28. Mai 2014           |                   |
| X50      | Nippon Sharyo                     | 9. Mai 2010                 | 25. Juni 2014          |                   |
| X51      | Nippon Sharyo                     | 9. Juni 2010                | 18. Juli 2014          |                   |
| X52      | Nippon Sharyo                     | 10. Juli 2010               | 31. Juli 2014          |                   |
| X53      | Hitachi                           | 21. Juli 2010               | 22. August 2014        |                   |
| X54      | Nippon Sharyo                     | 18. August 2010             | 27. September 2014     |                   |
| X55      | Nippon Sharyo                     | 18. September 2010          | 19. September 2014     |                   |
| X56      | Hitachi                           | 1. Oktober 2010             | 15. Oktober 2014       |                   |
| X57      | Nippon Sharyo                     | 21. Oktober 2010            | 31. Oktober 2014       |                   |
| X58      | Hitachi                           | 10. November 2010           | 18. November 2014      |                   |
| X59      | Nippon Sharyo                     | 21. November 2010           | 12. Dezember 2014      |                   |
| X60      | Nippon Sharyo                     | 22. Dezember 2010           | 25. November 2014      |                   |
| X61      | Hitachi                           | 19. Januar 2011             | 22. Januar 2015        |                   |
| X62      | Nippon Sharyo                     | 28. Januar 2011             | 19. März 2015          |                   |
| X63      | Hitachi                           | 23. Februar 2011            | 25. März 2015          |                   |
| X64      | Nippon Sharyo                     | 3. März 2011                | 25. April 2015         |                   |
| X65      | Nippon Sharyo                     | 6. April 2011               | 7. Mai 2013            |                   |
| X66      | Hitachi                           | 20. April 2011              | 14. Juli 2015          |                   |
| X67      | Nippon Sharyo                     | 13. Mai 2011                | 1. Juli 2015           |                   |
| X68      | Nippon Sharyo                     | 15. Juni 2011               | 27. Juni 2013          |                   |
| X69      | Nippon Sharyo                     | 16. Juli 2011               | 23. August 2013        |                   |
| X70      | Hitachi                           | 3. August 2011              | 12. September 2013     |                   |
| X71      | Nippon Sharyo                     | 20. August 2011             | 19. September 2013     |                   |
| X72      | Hitachi                           | 7. September 2011           | 15. Oktober 2013       |                   |
| X73      | Nippon Sharyo                     | 22. September 2011          | 29. November 2013      |                   |
| X74      | Nippon Sharyo                     | 24. Oktober 2011            | 5. Dezember 2013       |                   |
| X75      | Hitachi                           | 3. November 2011            | 17. Dezember 2013      |                   |
| X76      | Nippon Sharyo                     | 23. November 2011           | 27. Dezember 2013      |                   |
| X77      | Nippon Sharyo                     | 22. Dezember 2011           | 21. Februar 2014       |                   |
| X78      | Nippon Sharyo                     | 29. Januar 2012             | 11. März 2014          |                   |
| X79      | Hitachi                           | 22. Februar 2012            | 15. April 2014         |                   |
| X80      | Nippon Sharyo                     | 1. März 2012                | 21. April 2014         |                   |

### Variante N (N700-3000)

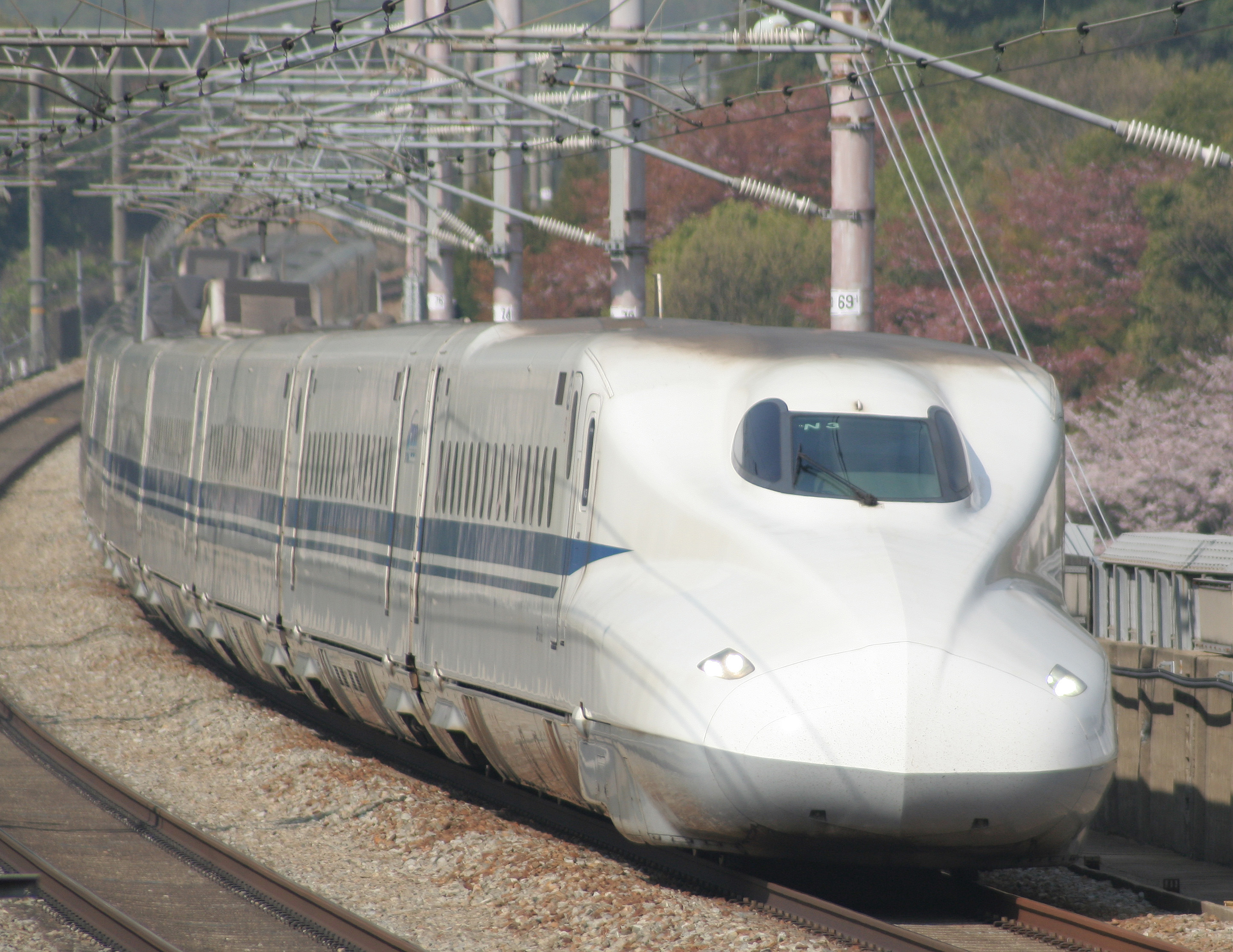
Garnitur N3 auf der San’yō-Shinkansen, April 2009

Im Juni 2007 wurde der erste 16-teilige Zug der Variante N an JR West geliefert. Bis Dezember 2010 wurden insgesamt 16 Züge der Variante N ausgeliefert und waren auf der Tōkaidō- and San’yō-Shinkansen im Einsatz. In den Jahren 2013 bis 2015 erfolgte eine Umrüstung auf den „Advance“-Standard der Variante G. Anschließend wurden die Züge der Variante N als Variante K neu nummeriert.
Wagenfolge der Variante N
| Wagennr.           | 1        | 2        | 3        | 4        | 5        | 6        | 7        | 8        | 9        | 10       | 11       | 12       | 13       | 14       | 15       | 16       |
| ------------------ | -------- | -------- | -------- | -------- | -------- | -------- | -------- | -------- | -------- | -------- | -------- | -------- | -------- | -------- | -------- | -------- |
| Bezeichnung        | Tc       | M2       | M'w      | M1       | M1w      | M'       | M2k      | M1s      | M's      | M2s      | M'h      | M1       | M1w      | M'       | M2w      | T'c      |
| Nummerierung       | 783-3000 | 787-3000 | 786-3500 | 785-3000 | 785-3300 | 786-3000 | 787-3400 | 775-3000 | 776-3000 | 777-3000 | 786-3700 | 785-3600 | 785-3500 | 786-3200 | 787-3500 | 784-3000 |
| Sitzplatzkapazität | 65       | 100      | 85       | 100      | 90       | 100      | 75       | 68       | 64       | 68       | 63       | 100      | 90       | 100      | 80       | 75       |

### Variante F (N700-4000 „N700A“)
Die Variante F ist eine Neubauserie auf N700A-Standard der JR West. Die Auslieferung begann im November 2013 und ist in Jahrestranchen unterteilt.
Flotte
| Garnitur | Hersteller    | Auslieferung      | Anmerkungen  |
| -------- | ------------- | ----------------- | ------------ |
| F1       | Hitachi       | 27. November 2013 | Tranche 2013 |
| F2       | Nippon Sharyo | 1. August 2015    | Tranche 2015 |
| F3       | Hitachi       | 3. September 2015 | Tranche 2015 |
| F4       | Hitachi       | 3. November 2015  | Tranche 2015 |
| F5       | Nippon Sharyo | 17. Februar 2016  | Tranche 2015 |
| F6       | Nippon Sharyo | 15. April 2016    | Tranche 2016 |
| F7       | Hitachi       | 29. Mai 2016      | Tranche 2016 |
| F8       | Hitachi       | 7. September 2016 | Tranche 2016 |
| F9       | Nippon Sharyo | 11. Oktober 2016  | Tranche 2016 |
| F10      | Nippon Sharyo | 22. August 2017   | Tranche 2017 |
| F11      | Nippon Sharyo | 3. Oktober 2017   | Tranche 2017 |
| F12      | Hitachi       | 23. Dezember 2017 | Tranche 2017 |
| F13      |               |                   | Tranche 2018 |
| F14      |               |                   | Tranche 2018 |
| F15      |               |                   | Tranche 2018 |
| F16      |               |                   | Tranche 2018 |
| F17      |               |                   | Tranche 2018 |
| F18      |               |                   | Tranche 2018 |
| F19      |               |                   | Tranche 2019 |
| F20      |               |                   | Tranche 2019 |
| F21      |               |                   | Tranche 2019 |
| F22      |               |                   | Tranche 2019 |
| F23      |               |                   | Tranche 2019 |
| F24      |               |                   | Tranche 2019 |

### Variante K (N700-5000 „N700A“)

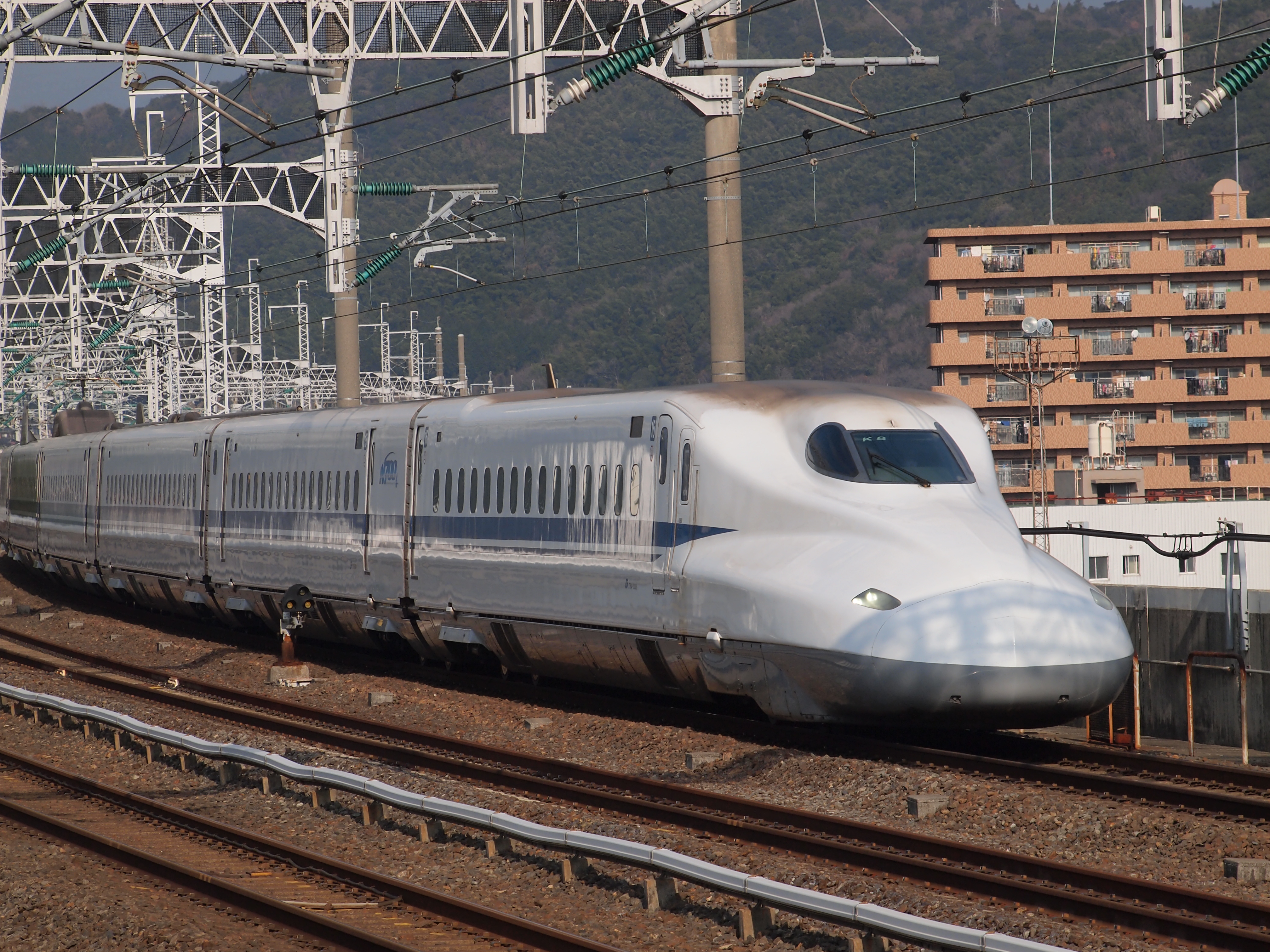
Garnitur K6 im Januar 2016

Bei der Variante K handelt es sich um auf den „Advance“-Standard der Variante G umgerüstete Züge der Variante N. Die Umrüstung erfolgte zwischen 2013 und August 2015.
Flotte
| Set No. | Hersteller    | Auslieferung als Variante N | Umrüstung zu N700-5000 |
| ------- | ------------- | --------------------------- | ---------------------- |
| K1      | Kawasaki HI   | 1. Juni 2007                | 19. Dezember 2014      |
| K2      | Kawasaki HI   | 10. Juli 2007               | 18. Februar 2015       |
| K3      | Nippon Sharyo | 6. August 2007              | 13. März 2015          |
| K4      | Nippon Sharyo | 9. Oktober 2007             | 25. Oktober 2013       |
| K5      | Kawasaki HI   | 10. November 2007           | 18. Dezember 2013      |
| K6      | Kawasaki HI   | 13. September 2007          | 22. Juni 2015          |
| K7      | Kawasaki HI   | 12. September 2007          | 4. September 2015      |
| K8      | Kinki Sharyo  | 31. Januar 2008             | 7. August 2014         |
| K9      | Kawasaki HI   | 20. Mai 2008                | 7. März 2016           |
| K10     | Kawasaki HI   | 17. November 2009           | 24. April 2014         |
| K11     | Kawasaki HI   | 18. Dezember 2009           | 11. Dezember 2015      |
| K12     | Kinki Sharyo  | 28. Januar 2010             | 6. Oktober 2014        |
| K13     | Kawasaki HI   | 15. Oktober 2009            | 12. März 2014          |
| K14     | Kawasaki HI   | 28. Februar 2010            | 21. Oktober 2014       |
| K15     | Hitachi       | 23. Mai 2010                | 19. November 2014      |
| K16     | Hitachi       | 14. Dezember 2010           | 9. April 2015          |

### Variante S (N700-7000)

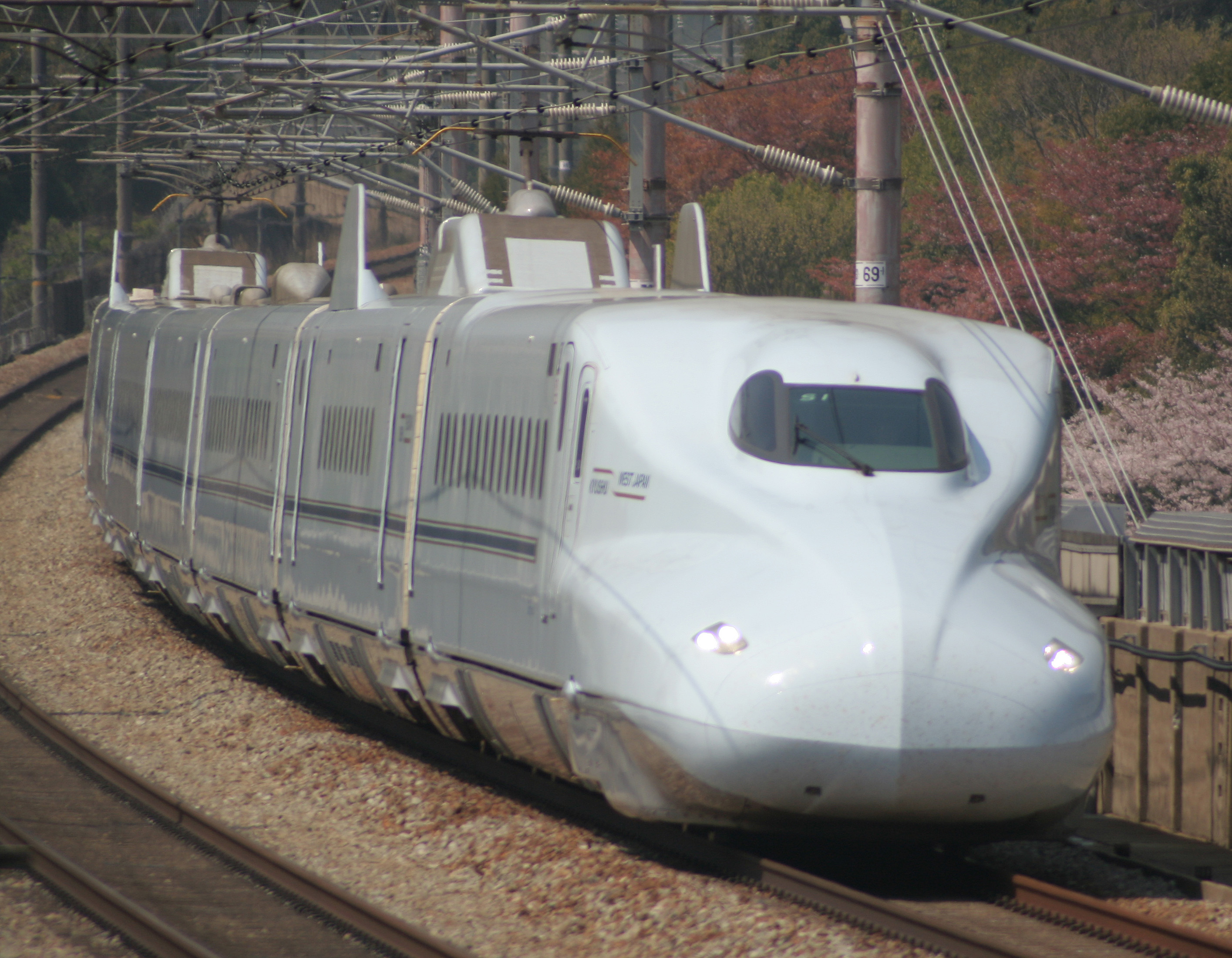
Garnitur S1 auf einer Testfahrt auf der San’yō-Shinkansen, April 2009

Für die Sakura- und Mizuho-Verbindungen zwischen Shin-Osaka und Kagoshima-Chūō auf der Kyūshū-Shinkansen beschaffte JR West die achtteilige Variante S der Baureihe N700. Das Vorserienfahrzeug S1 wurde im Oktober 2008 ausgeliefert. Im Gegensatz früherer Varianten verfügt die Variante S nicht über Neigetechnik, so dass sie nicht auf der Tōkaidō-Shinkansen eingesetzt wird. Auf Grund der großen Steigung auf der Kyūshū-Shinkansen von bis zu 35 ‰ sind alle Wagen der Züge der Variante S angetrieben.
Insgesamt wurden von JR West 19 Züge der S-Variante beschafft, die zwischen April 2010 und Februar 2012 ausgeliefert wurden.
Wagenfolge der Variante S
| Wagennr.           | 1        | 2        | 3        | 4        | 5        | 6        | 7        | 8        |
| ------------------ | -------- | -------- | -------- | -------- | -------- | -------- | -------- | -------- |
| Bezeichnung        | Mc       | M1       | M'       | M2       | M2w      | M's      | M1h      | M'c      |
| Nummerierung       | 781-7000 | 788-7000 | 786-7000 | 787-7000 | 787-7500 | 766-7000 | 788-7700 | 782-7000 |
| Sitzplatzkapazität | 60       | 100      | 80       | 80       | 72       | 36+24    | 38       | 56       |

Im Wagen 6 gibt es einen Green Class Salon mit 24 Sitzen in 2+2-Bestuhlung. Die Sitze sind 480 mm breit und der Sitzabstand beträgt 1160 mm. Wagen 4 bis 8 (ausgenommen der Green Class Salon in Wagen 6) sind reservierungspflichtig mit einer 2+2-Bestuhlung. Die Sitze sind 465 mm breit und der Sitzabstand beträgt 1040 mm. Im Wagen 1 bis 3 ist die 2. Klasse mit einer 2+3-Bestuhlung untergebracht. Die Sitze sind 440 mm breit und der Sitzabstand beträgt 1040 mm. Diese Klasse ist nicht reservierungspflichtig.

### Variante R (N700-8000)

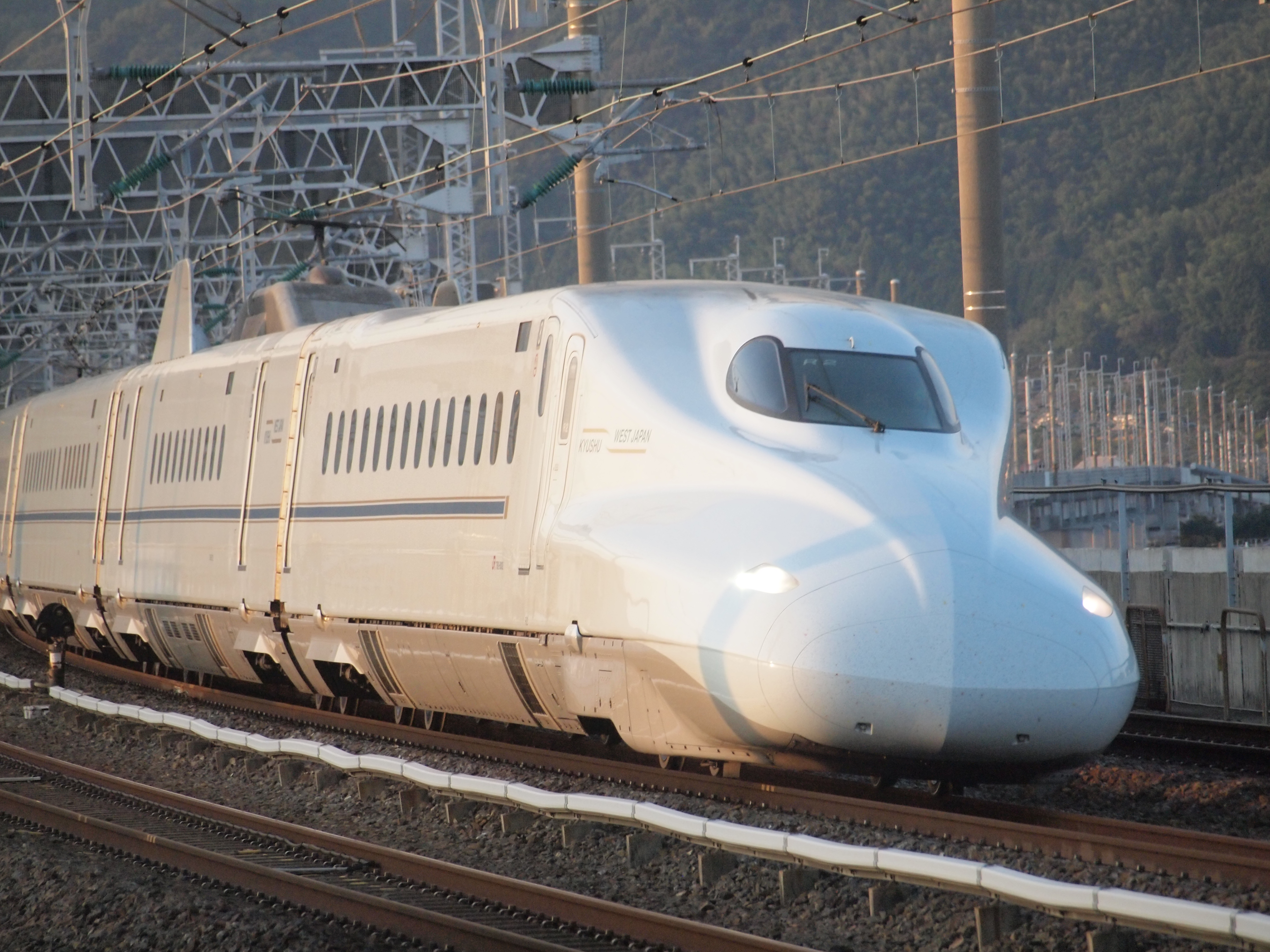
Garnitur R2 im Oktober 2015

Die Variante R stellt eine Untervariante der S-Variante dar, die ab Juli 2010 an JR Kyushu ausgeliefert wurde. Die Züge der Variante R sind ebenfalls achtteilig und äußerlich identisch zu den Zügen der Variante S. Die Innenraumkonzeption entspricht ebenfalls der Variante S.
Wagenfolge der Variante R
| Wagennr.     | 1        | 2        | 3        | 4        | 5        | 6        | 7        | 8        |
| ------------ | -------- | -------- | -------- | -------- | -------- | -------- | -------- | -------- |
| Bezeichnung  | Mc       | M1       | M'       | M2       | M2w      | M's      | M1h      | M'c      |
| Nummerierung | 781-8000 | 788-8000 | 786-8000 | 787-8000 | 787-8500 | 766-8000 | 788-8700 | 782-8000 |

Flotte
| Garnitur | Hersteller   | Auslieferung      |
| -------- | ------------ | ----------------- |
| R1       | Hitachi      | 11. Dezember 2010 |
| R2       | Hitachi      | 23. November 2010 |
| R3       | Hitachi      | 6. Dezember 2010  |
| R4       | Kawasaki HI  | 27. November 2010 |
| R5       | Kawasaki HI  | 18. Dezember 2010 |
| R6       | Hitachi      | 31. Januar 2011   |
| R7       | Kawasaki HI  | 12. Januar 2011   |
| R8       | Kawasaki HI  | 4. Februar 2011   |
| R9       | Kawasaki HI  | 18. Februar 2011  |
| R10      | Kinki Sharyo | 11. Februar 2011  |
| R11      | Kinki Sharyo | 6. Juli 2012      |

### Variante J (N700S-9000 „N700S“)

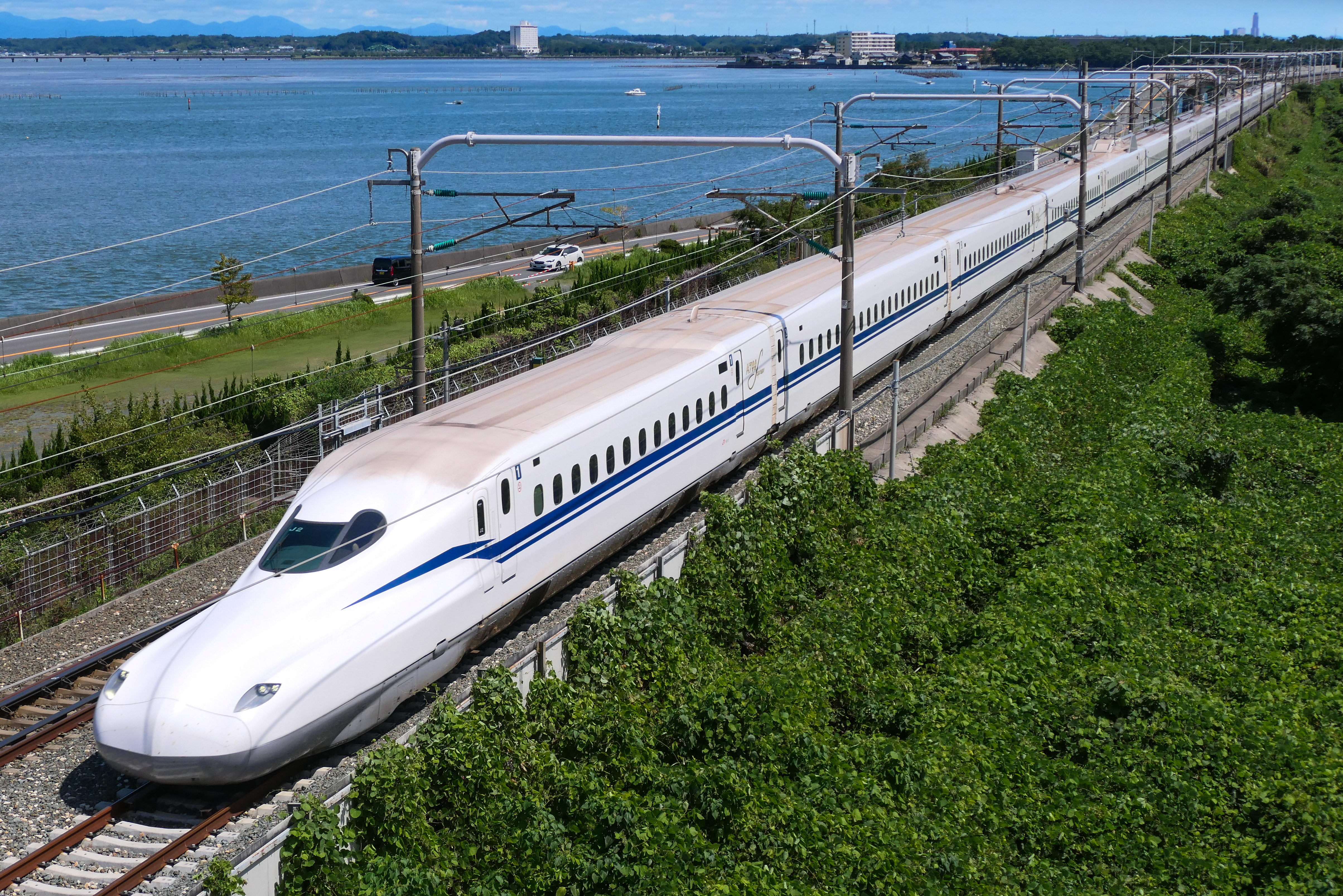
Garnitur J2 im September 2021 auf der Tōkaidō-Shinkansen

Im März 2018 wurde von JR Central das Vorserienfahrzeug der weiterentwickelten Baureihe N700S (Variante J) der Öffentlichkeit vorgestellt. Die neue Baureihe N700S („S“ für „Supreme“) verfügt über 16 Wagen, von denen 14 angetrieben sind und insgesamt eine Dauerleistung von 17.080 kW erzeugen können. Damit kann die Baureihe N700S auf der Tōkaidō-Shinkansen bei 285 km/h und auf der San’yō-Shinkansen bei 300 km/h betrieben werden. Der Zug verfügt über 1.323 Sitzplätze, davon 200 in der ersten Klasse („Green Car“). Gegenüber der Baureihen N700 und N700A wurde der Innenraum komplett neu gestaltet, so dass an jedem Sitzplatz Steckdosen zur Verfügung stehen und die Gepäckablage bei jedem Halt im Bahnhof automatisch beleuchtet wird, damit Fahrgäste kein Gepäck an Bord vergessen.
Während die Baureihe N700S äußerlich den älteren Varianten sehr ähnlich sieht, gibt es einige Unterschiede. So wurden in den Endwagen LED-Scheinwerfer installiert und die 10,7 Meter lange Fahrzeugnase wurde neu gestaltet, um die aerodynamischen Eigenschaften zu verbessern und den Tunnelknall weiter zu reduzieren. Ferner wurde großes Augenmerk auf Gewichtseinsparungen gelegt. So wurden u. a. Halbleiter aus Siliciumcarbid verbaut. In Summe soll die neue Variante J um bis zu 20 % bzw. 11 Tonnen leichter sein, als die „Advance“-Varianten und dabei ca. 7 % weniger Energie verbrauchen.
Nach ausgiebigen Tests mit dem Vorserienfahrzeug begann JR Central den Beginn des kommerziellen Betriebs der Baureihe N700S am 1. Juli 2020. Bis 2023 sollen 24 Garnituren gebaut werden.
Flotte
Mit Stand Januar 2022 sind inkl. Vorserienfahrzeug 19 Züge ausgeliefert worden.
| Garnitur | Hersteller            | Auslieferung      | Anmerkungen       |
| -------- | --------------------- | ----------------- | ----------------- |
| J0       | Hitachi/Nippon Sharyo | 25. März 2018     | Vorserienfahrzeug |
| J1       | Hitachi/Nippon Sharyo | 14. April 2020    |                   |
| J2       | Hitachi               | 16. Juni 2020     |                   |
| J3       | Hitachi/Nippon Sharyo | 20. Mai 2020      |                   |
| J4       | Hitachi               | 9. September 2020 |                   |
| J5       | Hitachi/Nippon Sharyo | 23. Juni 2020     |                   |
| J6       | Hitachi               | 30. November 2020 |                   |
| J7       | Hitachi/Nippon Sharyo | 26. August 2020   |                   |
| J8       | Nippon Sharyo         | 2. Oktober 2020   |                   |
| J9       | Nippon Sharyo         | 11. November 2020 |                   |
| J10      | Hitachi               | 11. Januar 2021   |                   |
| J11      | Nippon Sharyo         | 19. Dezember 2020 |                   |
| J12      | Hitachi               | 23. Februar 2021  |                   |
| J13      | Nippon Sharyo         | 3. April 2021     |                   |
| J14      | Hitachi               | 11. Mai 2021      |                   |
| J15      | Nippon Sharyo         | 23. Mai 2021      |                   |
| J16      | Hitachi               | 10. Juli 2021     |                   |
| J17      | Nippon Sharyo         | 3. Juli 2021      |                   |
| J18      | Nippon Sharyo         | 3. September 2021 |                   |
| J19      | Nippon Sharyo         | 1. Oktober 2021   |                   |
| J20      |                       |                   |                   |
| J21      |                       |                   |                   |
| J22      |                       |                   |                   |
| J23      |                       |                   |                   |
| J24      |                       |                   |                   |

### Variante H (N700S-3000 „N700S“)
Die von JR West beschafften Fahrzeuge der Baureihe N700S wurden als Variante H eingeordnet. Es wurden zwei 16-Wagen-Garnituren beschafft, die identische Spezifikationen wie die Variante J aufweisen.
Flotte
Mit Stand November 2021 sind beide Züge ausgeliefert worden.
| Garnitur | Hersteller    | Auslieferung    | Anmerkungen |
| -------- | ------------- | --------------- | ----------- |
| H1       | Hitachi       | 3. Februar 2021 |             |
| H2       | Nippon Sharyo | 17. März 2021   |             |

### Variante Y (N700S-8000 „N700S“)

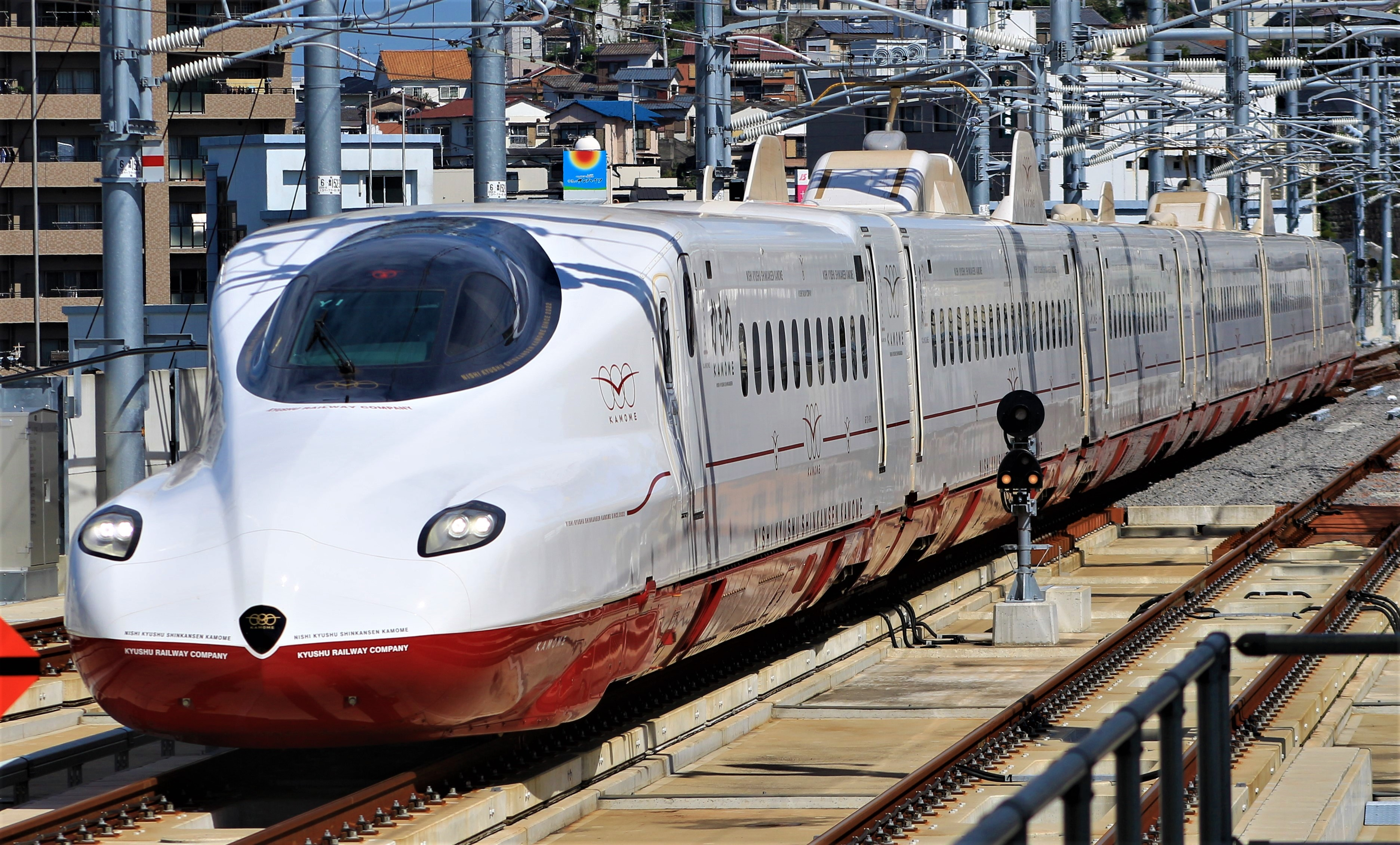
Garnitur Y1 bei der Einfahrt in den Bahnhof Nagasaki

Im Oktober 2020 gab JR Kyūshū bekannt, dass auf der Nishi-Kyūshū-Shinkansen eine auf sechs Wagen verkürzte Version der Baureihe N700S zum Einsatz kommen wird. Im Dezember 2022 erfolgte die Vorstellung des Vorserienfahrzeugs. Auffällig ist die von den anderen Varianten deutlich abweichende Lackierung, bei der der untere Bereich des Fahrzeugs rot gestaltet wurde. Die Fahrzeuge tragen den Namen der Zugverbindung Kamome (かもめ, dt. Übersetzung Möwe) auf der sie zum Einsatz kommen werden an verschiedenen Stellen sowie in verschiedenen Stilen auf dem Fahrzeug. Die Grafiken sind der Gestaltung der Baureihe 800 nachempfunden, die von JR Kyūshū auf der Kagoshima-Route der Kyūshū-Shinkansen eingesetzt wird.
Vergleichbar zur Shinkansen-Baureihe 800 sind drei der vier Garnituren mit spezieller Ausrüstung zur Inspektion des Fahrwegs, der Oberleitung und der Signale ausgestattet. Dies ermöglicht die Durchführung der Inspektionsfahrten im Passagierbetrieb, da durch den Inselbetrieb auf der West-Kyūshū-Route ein Einsatz der unter dem Spitznamen Doctor Yellow bekannten Inspektionsfahrzeuge der anderen JR-Gesellschaften nicht möglich ist.
Flotte
Mit Stand September 2022 sind alle Fahrzeuge ausgeliefert worden.
| Garnitur | Hersteller | Auslieferung      | Anmerkungen                                           |
| -------- | ---------- | ----------------- | ----------------------------------------------------- |
| Y1       | Hitachi    | 22. Dezember 2021 | Ausrüstung zur Inspektion des Fahrweges               |
| Y2       |            |                   | Ausrüstung zur Inspektion der Oberleitung und Signale |
| Y3       |            |                   | Ausrüstung zur Inspektion des Fahrweges               |
| Y4       |            |                   |                                                       |

### N700-I Bullet
Die N700-I Bullet ist eine geplante Exportversion der Baureihe N700, die vom JR-Central-Geschäftsführer Yoshiyuki Kasai am International High-Speed Railway Symposium in Nagoya am 16. November 2009 vorgestellt wurde. Die geplante zulässige Höchstgeschwindigkeit liegt bei 330 km/h sowie die Anfahrbeschleunigung bei 3,2 km/h/s. Jede Achse soll durch 305-kW-Motoren angetrieben werden, damit können die 8-Wagen-Züge unter Wechselstrom von 25 kV 60 Hz bei 9,76 MW angegeben werden. Die 204,7 Meter langen achtteiligen Züge sollen 636 Sitzplätze haben. Die Achslast liegt bei 11,4 t und die Nutzmasse bei 365 t. Es sollen Konfigurationen als 6- bis 16-teilige Züge angeboten werden.